# Regierungsbank
Die Regierungsbank ist der Sitzplatz der Regierungsmitglieder im Plenarsaal (Plenum) eines Parlaments.

## Beispiele

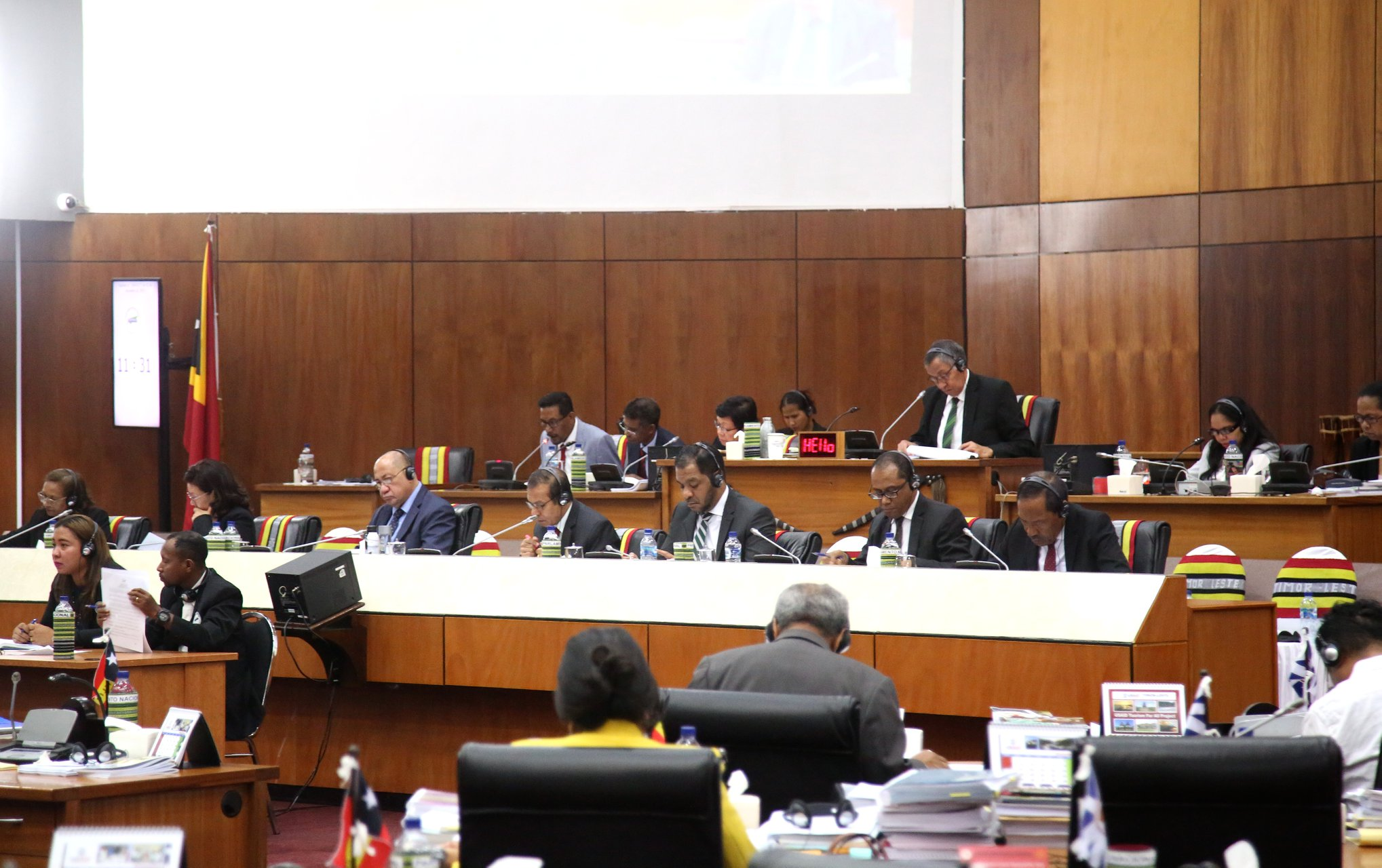
Regierungsbank und Präsidium im Nationalparlament Osttimors

Im deutschen Bundestag befindet sich die Regierungsbank für den Bundeskanzler und die Bundesminister rechts neben dem zentral positionierten Parlamentspräsidenten und dem Rednerpult. In der letzten Reihe sitzen in der Regel Mitarbeiter der Kabinett- und Parlamentreferate aus den Bundesministerien. Der Sitz des Bundeskanzlers hat eine erhöhte Rückenlehne. Hier spiegelt sich der föderative Charakter der Bundesrepublik wider, da die linke Seite den Vertretern des Bundesrates vorbehalten ist. Analog einer Regierung hat die Europäische Kommission im Europaparlament rechts vom Präsidium ihren Platz.

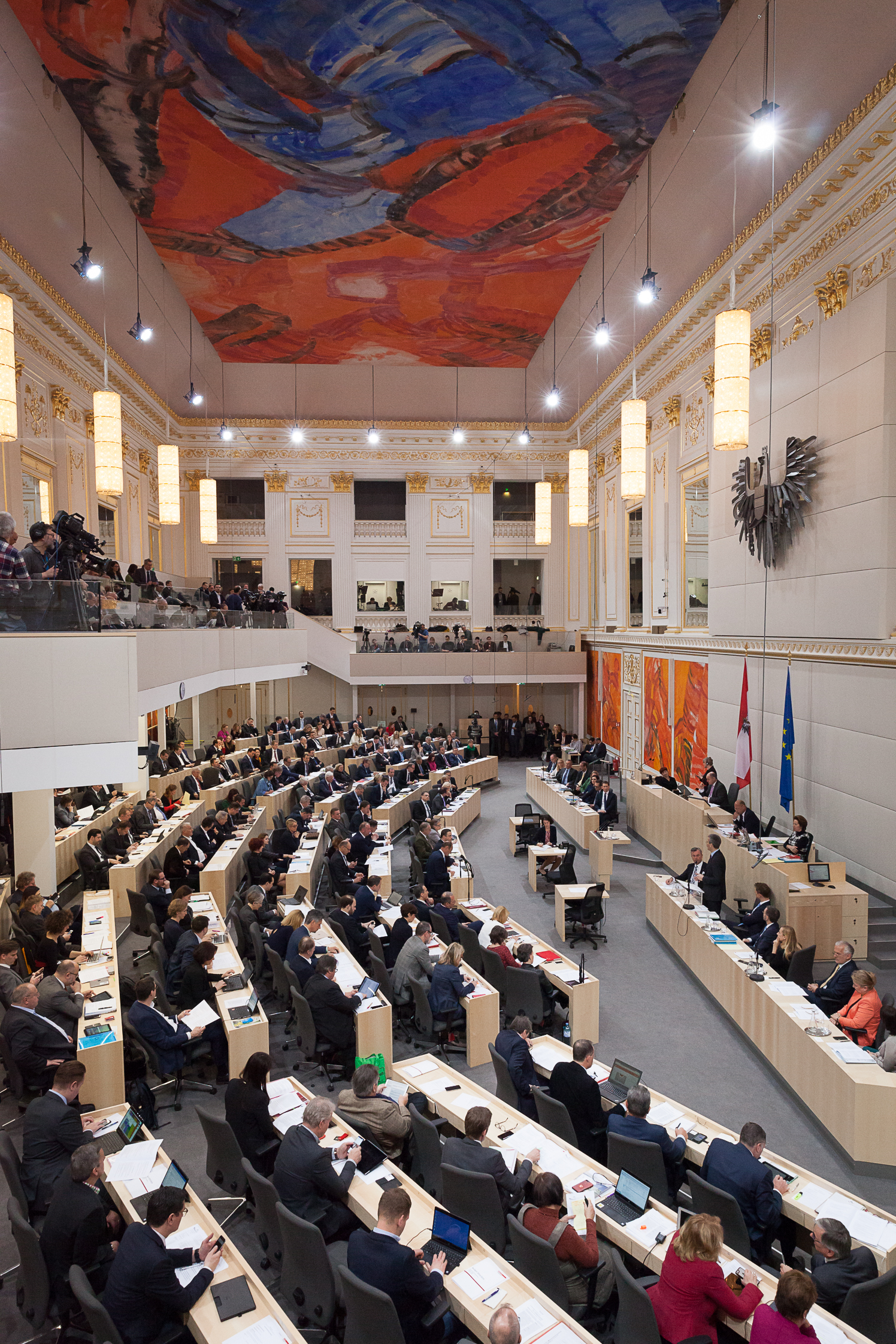
Großer Redoutensaal mit zweigeteilter Regierungsbank (Österreich)

Im Bayerischen Landtag ist die Regierungsbank zweigeteilt und links und rechts von Parlamentspräsident, Schriftführern und Rednerpult aufgereiht. Die Reihe dahinter besetzten die Landtagsbeauftragten, Angehörige der Ministerien, die die Kabinettsmitglieder während der Sitzungen unterstützen. Ebenso eine zweigeteilte Regierungsbank findet sich im österreichischen Nationalrat und im Schweizer Nationalrat.
Das Nationalparlament Osttimors ist ein Beispiel, bei dem die Regierungsbank nach vorne gezogen ist und durchgehend vor dem Präsidium eine Reihe bildet. Ein Rednerpult fehlt, da die Abgeordneten von ihren Sitzplätzen aus sprechen. Die räumliche Trennung zwischen Abgeordneten und Regierung symbolisiert hier auch die Amtstrennung. Wird ein Abgeordneter Regierungsmitglied, muss er seinen Sitz im Parlament aufgeben.
Im britischen House of Commons fehlt eine räumliche Trennung, da die Regierungsmitglieder hier Parlamentarier sein können. Traditionell sitzen Premierminister und Minister in der ersten Reihe auf der Seite der Abgeordneten der Regierungspartei, auf der rechten Seite des Speakers. Hier werden alle Sitze der Abgeordneten der Regierungspartei als Regierungsbank (government bench) bezeichnet. Gegenüber sitzen auf der Opposition bench die Abgeordneten der Oppositionsparteien. Als Teil des Westminster-Systems findet sich diese Sitzordnung auch in Parlamenten anderer Ländern wieder, meist in ehemaligen britischen Kolonien, wie zum Beispiel im Australischen Repräsentantenhaus.
Im Kongress der Vereinigten Staaten fehlt eine Regierungsbank, da die Regierungsmitglieder nicht an den Sitzungen teilnehmen.